# Municipio de Grand River (condado de Bates)
El municipio de Grand River (en inglés: Grand River Township) es un municipio ubicado en el condado de Bates en el estado estadounidense de Misuri. En el año 2010 tenía una población de 312 habitantes y una densidad poblacional de 4,81 personas por km².

## Geografía
El municipio de Grand River se encuentra ubicado en las coordenadas 38°25′4″N 94°13′40″O / 38.41778, -94.22778. Según la Oficina del Censo de los Estados Unidos, el municipio tiene una superficie total de 64.87 km², de la cual 64,36 km² corresponden a tierra firme y (0,79 %) 0,52 km² es agua.

## Demografía
Según el censo de 2010, había 312 personas residiendo en el municipio de Grand River. La densidad de población era de 4,81 hab./km². De los 312 habitantes, el municipio de Grand River estaba compuesto por el 98,72 % blancos, el 0,32 % eran afroamericanos, el 0,96 % eran amerindios. Del total de la población el 2,88 % eran hispanos o latinos de cualquier raza.